# Uusitaloia transbaicalica
Uusitaloia transbaicalica là một loài nhện trong họ Linyphiidae.
Loài này thuộc chi Uusitaloia. Uusitaloia transbaicalica được Yuri M. Marusik, Koponen & Danilov miêu tả năm 2001.